# Ratones Paranoicos (álbum de 1986)
Ratones Paranoicos es el primer álbum de estudio de la banda argentina de rock Ratones Paranoicos, editado originalmente por el sello Umbral en 1986.

## Detalles
A pesar de su escasa difusión, las 3000 copias vendidas de la primera edición del sello independiente Umbral, significaron un gran número para el grupo de Villa Devoto. 
El disco, producido por Gustavo Gauvry fue pronto reeditado por el sello Del Cielito, y se encuentra más cercano al sonido de la escena neoyorquina del punk rock que al rock n' roll de raíz británica con el que se los identificaría en etapas posteriores. 
Canciones como "Sucia Estrella", de la cual Luis Alberto Spinetta grabó junto a Los Socios del Desierto una versión en vivo en su disco San Cristóforo, "Descerebrado" o "Algo Me Queda", se transformaron paulatinamente en clásicos de la extensa discografía de la banda.
Versiones alternativas de muchas de las canciones de este disco, fueron editadas en 1995, en la recopilación de outtakes y rarezas Raros Ratones.

## Lista de canciones
* Todos los temas escritos por Juanse.
Lado A
1. Movamos (2:10)
2. Sedán 1 (3:42)
3. Algo Me Queda (3:49)
4. Ahora No Es Lo Mismo (2:29)
5. Descerebrado (3:43)

Lado B
1. Bailando Conmigo (3:15)
2. Primavera Nacional (2:45)
3. Sucia Estrella (3:30)
4. Slide (3:29)
5. Chica Cadáver (2:40)

## Personal
- Juanse - voz, guitarra
- Sarcófago - guitarra
- Maldito (Pablo Memi) - bajo
- Roy Quiroga - batería